# Kanarai
Kanarai (en rus: Канарай) és un poble del krai de Krasnoiarsk, a Rússia, segons el cens del 2010 tenia 134 habitants. Pertany al districte municipal d'Àban.